# Pływanie synchroniczne na Mistrzostwach Świata w Pływaniu 2017 – kombinacja dowolnie
Kombinacja dowolnie – jedna z konkurencji rozgrywanych w ramach pływania synchronicznego, podczas mistrzostw świata w pływaniu w 2017. Eliminacje odbyły się 20 lipca, a finał został rozegrany 22 lipca.
Do eliminacji zgłoszonych zostało 16 reprezentacji, z których każda mogła wystawić do rywalizacji dziesięć zawodniczek. Dwanaście zespołów z najlepszą notą awansowało do finałowej rywalizacji.
Zawody w tej konkurencji wygrały reprezentantki Chin w składzie: Chang Hao, Feng Yu, Guo Li, Liang Xinping, Tang Mengni, Wang Liuyi, Wang Qianyi, Xiao Yanning, Yin Chengxin, Yu Lele. Drugą pozycję zajęły zawodniczki z Ukrainy: Maryna Ałeksijiwa, Władysława Ałeksijiwa, Wałerija Aprelejewa, Jełyzaweta Jachno, Ołeksandra Kaszuba, Jana Narieżna, Anastasija Sawczuk, Alina Szynkarenko, Ksenija Sydorenko, Anna Wołoszyna. Trzecią pozycję zajęły zaś reprezentujące Japonię Sakiko Akutsu, Juka Fukumura, Yukiko Inui, Minami Kono, Kei Marumo, Kanami Nakamaki, Mai Nakamura, Kano Omata, Yuriko Osawa, Asuka Tasaki.

## Wyniki
| Miejsce | Państwo        | Eliminacje | Eliminacje | Finał   | Finał   |
| Miejsce | Państwo        | Wynik      | Miejsce    | Wynik   | Miejsce |
| ------- | -------------- | ---------- | ---------- | ------- | ------- |
| 01 !    | Chiny          | 95,5333    | 1.         | 96,1000 | 1.      |
| 02 !    | Ukraina        | 93,1667    | 2.         | 94,0000 | 2.      |
| 03 !    | Japonia        | 92,9667    | 3.         | 93,2000 | 3.      |
| 4.      | Włochy         | 90,7333    | 4.         | 91,6667 | 4.      |
| 5.      | Hiszpania      | 90,2000    | 5.         | 90,6667 | 5.      |
| 6.      | Meksyk         | 87,5333    | 6.         | 88,7333 | 6.      |
| 7.      | Grecja         | 86,0000    | 7.         | 87,0000 | 7.      |
| 8.      | Francja        | 85,3000    | 8.         | 85,0667 | 8.      |
| 9.      | Korea Północna | 84,3333    | 9.         | 84,2000 | 9.      |
| 10.     | Białoruś       | 82,3667    | 10.        | 83,4000 | 10.     |
| 11.     | Szwajcaria     | 81,7333    | 11.        | 82,0333 | 11.     |
| 12.     | Kazachstan     | 81,0333    | 12.        | 82,0000 | 12.     |
| 13.     | Niemcy         | 79,1000    | 13.        | NQ      | NQ      |
| 14.     | Uzbekistan     | 76,8333    | 14.        | NQ      | NQ      |
| 15.     | Słowacja       | 75,4667    | 15.        | NQ      | NQ      |
| 16.     | Makau          | 71,0000    | 16.        | NQ      | NQ      |